# 몽골-조선민주주의인민공화국 관계
몽골–조선민주주의인민공화국 관계는 몽골과 조선민주주의인민공화국 간의 역사적 및 현재의 양국 관계를 말한다.

## 역사

### 초기 관계 및 6.25 전쟁
두 나라는 1948년 10월 15일에 외교 관계를 수립하였다. 몽골 인민공화국은 소련에 이어 북한을 두 번째로 승인한 국가였다. 몽골은 6.25 전쟁 당시 직접 참전하지는 않았지만 북한에 지원을 제공하였다. 1952년 6.25 전쟁 중 북한은 200명의 전쟁 고아를 몽골에 보냈으며, 현재 울란바토르에는 2층 규모의 "북한 전쟁고아원" 건물 일부가 남아 있다. 몽골은 전후 북한의 재건에도 기여하였다. 1953년 말 체결된 원조 협정에 따라 몽골 정부는 북한에 말 1만 마리를 보냈다. 전쟁 이후 1960~1970년대에는 북한의 전쟁 고아 400여 명 이상을 몽골이 수용해 양육하였다.

### 냉전
1960년부터 1980년대 중반까지 몽골과 북한의 협력은 중소 분쟁으로 인해 크게 제한되었다. 몽골은 일관되게 친소련 노선을 취한 반면, 조선민주주의인민공화국은 대체로 중국에 가까운 입장을 보였다. 이러한 입장 차이는 양국 관계에서 여러 차례 저강도 갈등을 유발하기도 했다. 그러나 1982년 이후 중소 관계가 개선되면서, 1986년 몽골과 북한은 첫 우호 및 협력 조약을 체결하였다. 김일성은 1988년 몽골을 방문하기도 했다

### 1990년 이후
몽골에서 공산 정권이 붕괴한 이후 양국 관계는 긴장 상태에 놓이게 되었다. 1995년 양국은 과거 체결했던 우호 및 협력 조약을 폐기하였으며, 1999년에는 김대중 대통령의 몽골 공식 방문을 계기로 북한이 울란바토르 주재 대사관을 폐쇄하였다. 이는 대한민국 대통령으로서는 처음 이루어진 몽골 방문이었다. 그에 앞서 몽골은 위조된 미국 100달러 지폐를 유통하려 한 혐의로 북한 외교관 두 명을 추방한 바 있다. 이후 몽골은 북한과의 관계 개선을 목표로 대북 관여 정책을 본격화하기 시작하였다. 2002년에는 백남순이 14년 만에 몽골을 방문한 첫 북한 외무상이 되었으며, 가장 최근의 고위급 방문은 2007년 7월, 김영남 최고인민회의 상임위원장이 세 번째로 몽골을 방문하면서 이루어졌다. 그는 앞서 1985년과 1988년에도 몽골을 방문한 바 있다.
비공식적으로 북한 방문자들은 몽골의 경제 개혁에 큰 관심을 보이고 있다. 몽골 측에 따르면, 북한은 몽골을 서방 국가가 아닌 유사한 공산주의 경험을 공유한 국가로 인식하기 때문에 위협적으로 여기지 않는 것으로 알려져 있다. 몽골이 북한에 자유 시장 자본주의를 도입하려는 노력에는 자국의 이해관계도 포함되어 있다. 남한에서 유럽까지 이어질 수 있는 잠재적인 대륙횡단철도 노선의 핵심 연결축인 시베리아 횡단 철도는 몽골을 경유한다. 만약 북한이 경제를 개방하여 남한 물류가 자국을 통과할 수 있게 된다면, 이러한 노선의 가장 큰 장애물이 제거되어 몽골 역시 경제적 이익을 얻게 될 수 있다.
탈북자 문제는 몽골과 북한 양국 정부 간에 민감한 사안으로 여겨진다. 2005년, 몽골 정부는 울란바토르 외곽 40km 지점의 미공개 위치에 있는 1.3제곱킬로미터 규모의 토지를 남한의 자선단체들에 난민 수용소 설치를 위한 용도로 할당하였다. 그러나 2006년 11월, 당시 미예곰빈 엔흐볼드 몽골 총리는 해당 수용소의 존재를 공식적으로 부인하였다. 한 연구자에 따르면, 매달 약 500명의 탈북자가 몽골에 입국하는 것으로 추정되며, 이들과 더불어 일부 합법적인 북한 노동자들도 양국 간 정부 협정에 따라 경공업 및 인프라 사업에 종사하기 위해 몽골에 들어오고 있다.
2013년 차히아깅 엘벡도르지 몽골 대통령이 북한을 방문하였으며, 이를 계기로 양국은 특히 정유 산업 분야에서 경제 협력을 확대하였다. 2018년 10월에는 할트마깅 바톨가 몽골 대통령이 김정은에게 공식 초청장을 전달하였다.